# Puente de Arco de Ricobayo
El puente de Arco de Ricobayo  (Puente de San Esteban o Arco de Ricobayo) es un puente de arco con soporte de cubierta en la carretera Nacional 122, sobre el río Esla, en Ricobayo, provincia de Zamora, España.
El Esla se encuentra represado aguas abajo del puente, generando el embalse de Ricobayo.
Su arco es una sección de caja vacía de acero y hormigón. La longitud total del puente es 219 m (718.5 ft) con un arco de 168 m (551 ft) y con 23 m (75.5 ft) sobre el nivel máximo del embalse.

## Otros puentes cercanos
- Viaducto Requejo, viaducto que tiene un arco de acero de 120 m (394 ft) a través del Río Duero en Pino del Oro. Fue diseñado por el ingeniero José Eugenio Ribera[2]
- Viaducto Martín Gil, de 192 m (630 ft) de lóngitud, un registro mundial en su día. El equipo constructivo contó con Eduardo Torroja Miret. La construcción del Viaducto de Gil del Martín estuvo interrumpida por la guerra civil española, resultando, según las fuentes, diferentes fechas para se conclusión.[3]